# Lisa Anne Auerbach
Lisa Anne Auerbach (født 1967 i Ann Arbor, Michigan. USA) er en amerikansk tekstilkunstner, Zine forfatter, fotograf, bedst kendt for sine strikkeværker med humoristiske politiske kommentarer.

## Uddannelse
- MFA, Art Center College of Design, Pasadena, Californien, 1994
- BFA, Rochester Institute of Technology, Rochester, New York, 1990

## Biografi
Født i 1967 i Ann Arbor, Michigan. Auerbach i øjeblikket bosat i Los Angeles.

## Karriere
Auerbach har lavet strikkede stykker siden hun afsluttede sin bachelorgrad på Art Center of Design i 1994. Hun studerede fotografi til sin MFA, men på grund af manglende adgang til et mørkekammer brugte hun strikning som en omkostningseffektiv måde at lave kunst på.

## Arbejde
Strikværker, zines, nyhedsbreve og et 1,5 m højt magasin med titlen American Megazine er alle en del af hendes arbejde. Hendes strikkemønstre er ofte lavet digitalt og med en strikkemaskine. "Mens Auerbachs slogans og tegn er politisk afstumpet, tilfører hendes humor værket subtilitet, fjollethed, hån og selvafskrivning - nogle gange på én gang"

### Store udstillinger
- 2019 "Libraries," Gavlak Gallery, Los Angeles, CA[5]
- 2019 "Psychic Art Advisor," Frieze Los Angeles, Los Angeles, CA[6]
- 2016 "Wasteland," Mona Bismarck Center og Gallerie Thaddaeus Ropac, Paris, Frankrig
- 2015 "Parasophia, Kyoto International Festival of Culture," Kyoto, Japan
- 2014 "Abstract America Today," Saatchi Collection, London, Storbritannien
- 2014 Whitney Biennial, Whitney Museum of American Art, New York, NY
- 2014 "Spells," Gavlak Gallery, Los Angeles, CA
- 2013 COLA Individual Artist Fellowship Exhibition, Los Angeles Municipal Art Gallery, Los Angeles, CA
- 2012 "Chicken Strikken" Malmö Konsthall, Malmø, Sverige
- 2009 "Take This Knitting Machine and Shove It," Nottingham Contemporary, Nottingham, Storbritannien
- 2006 "Right On, Weatherman," CPK Kunsthal, København, Danmark

### Projekter og værker
Lisa Anne Auerbachs Body Count Mittens forestiller en pistol med en dato og et nummer, der er det samlede antal amerikanske soldater dræbt i Irak. Der er en forskellig dato og antal på hver enkelt vante for den dag, hvor strikningen startede på hver. Instruktionerne og mønsteret til vanterne, sammen med en hjemmeside til kontrol af de daglige amerikanske tab, er opført offentligt på et strikkeforum, som giver offentligheden mulighed for at lave deres eget par.

## Udgivne værker
- Lisa Anne Auerbach, Ann Arbor, MI : University of Michigan Museum of Art, 2010[8]